# Lista över nationalparker i Italien

Karta över nationalparker i Italien.

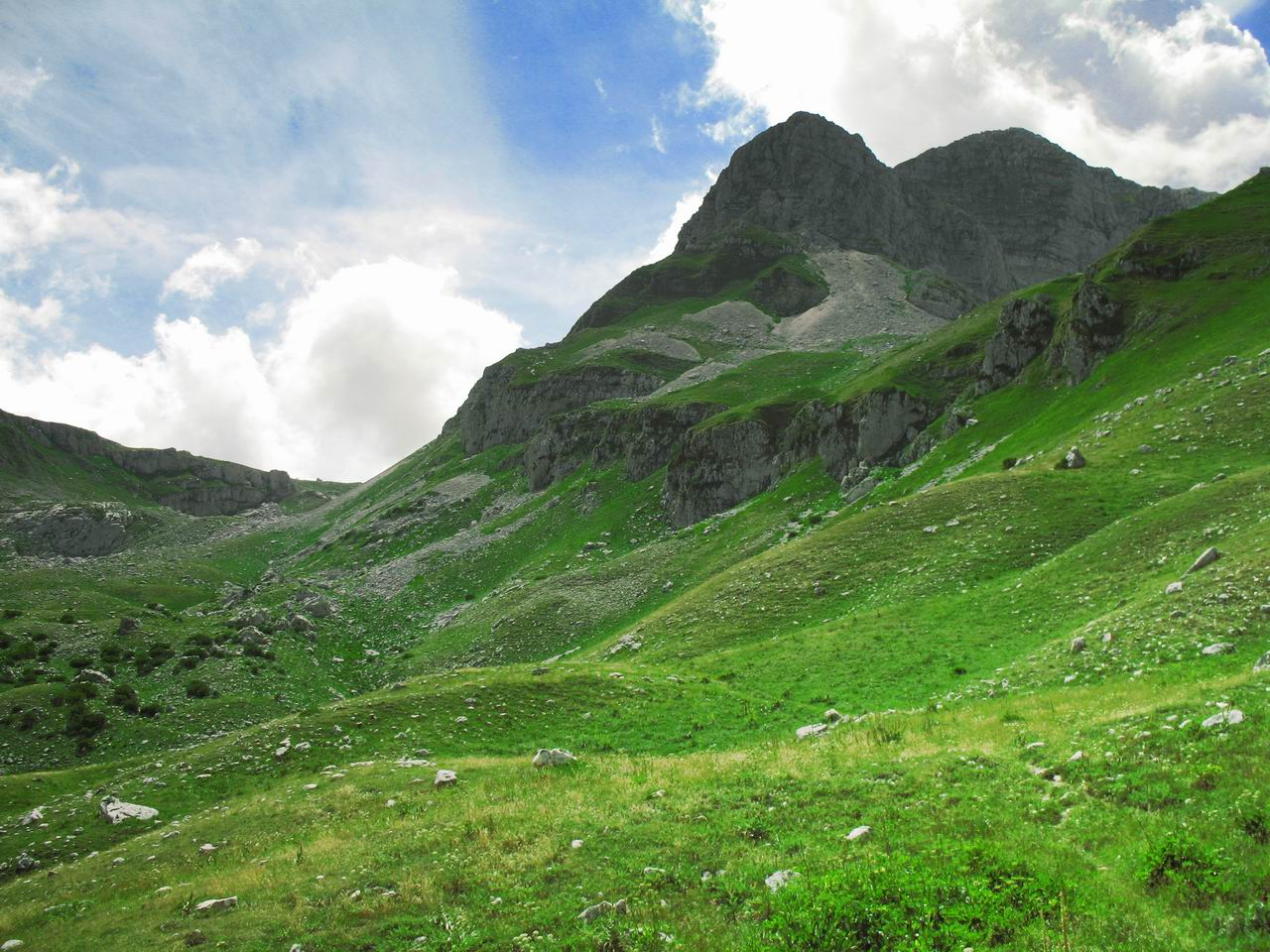
Parco Nazionale d'Abruzzo, Lazio e Molise.

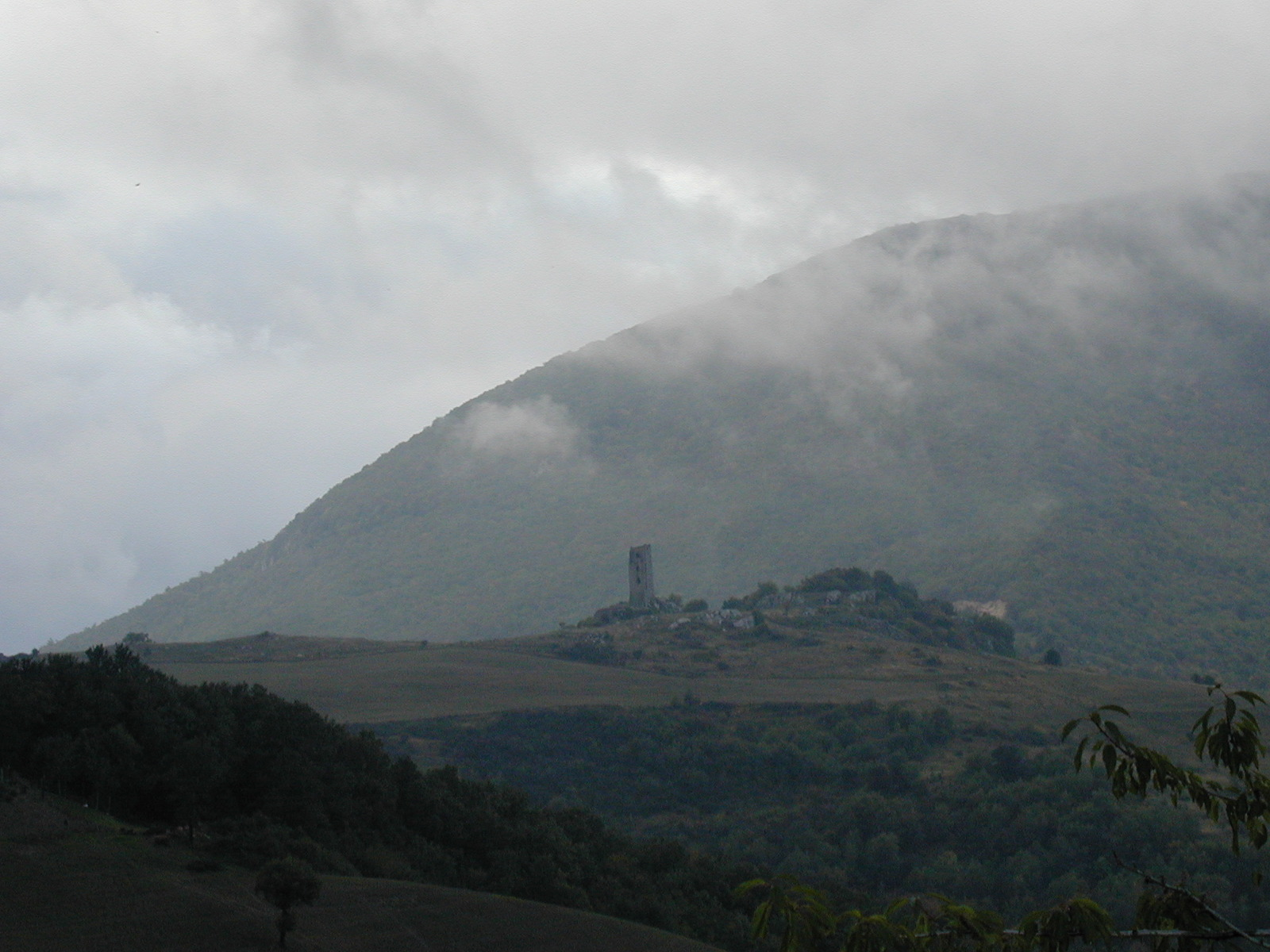
Parco nazionale della Majella, Abruzzo.

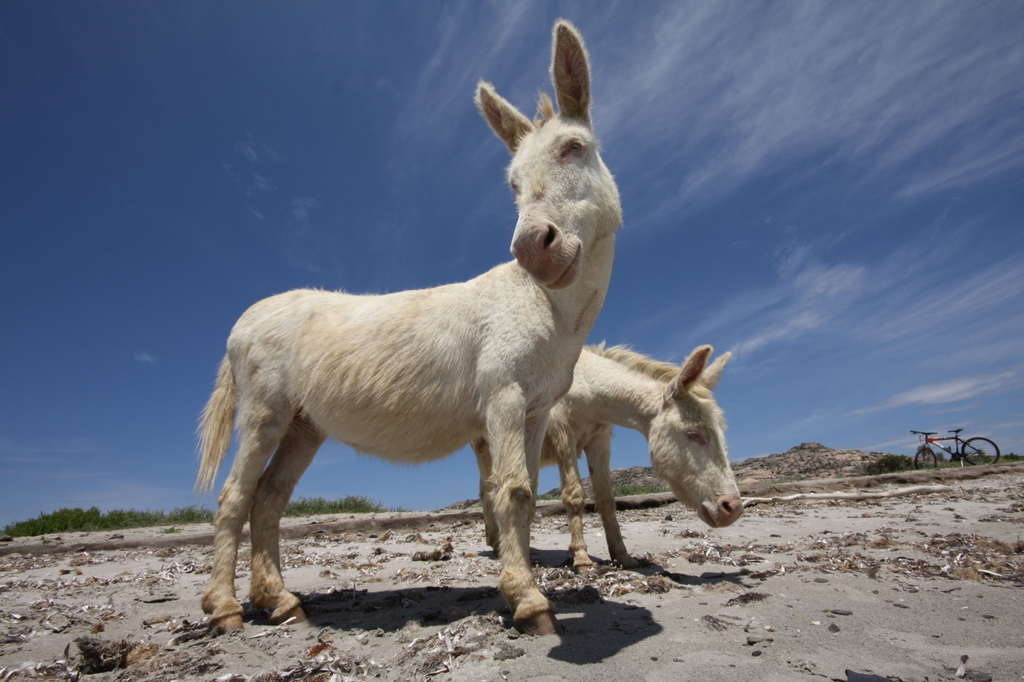
Parco Nazionale dell'Asinara.

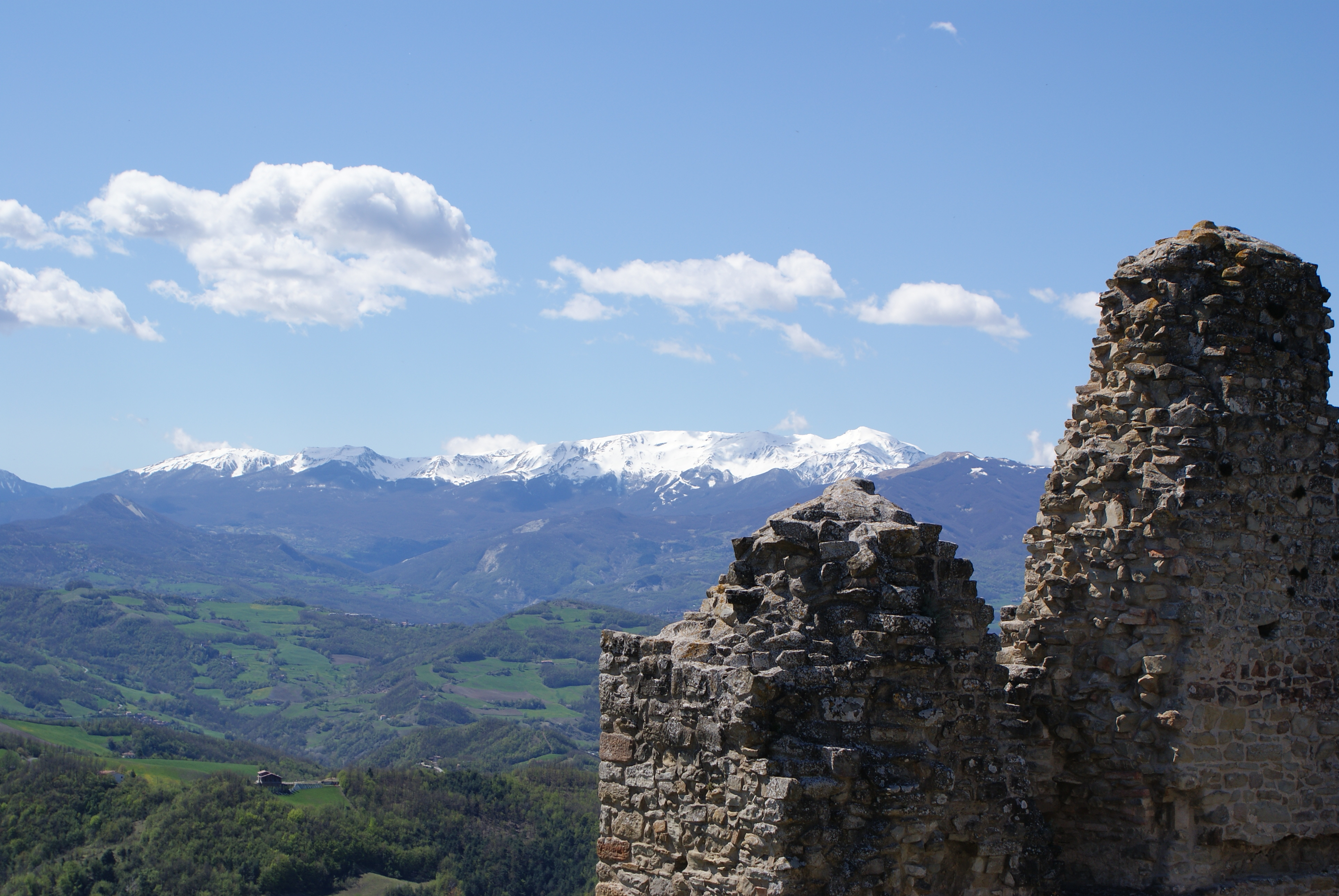
Parco Nazionale dell'Appennino Tosco-Emiliano.

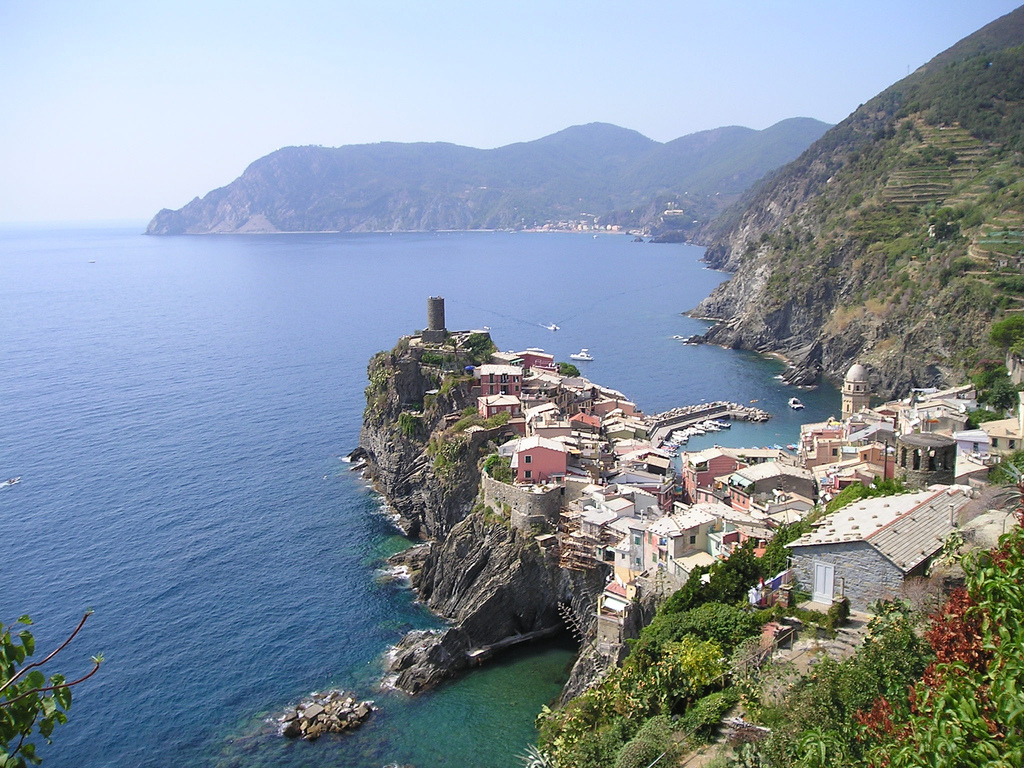
Parco Nazionale delle Cinque Terre.

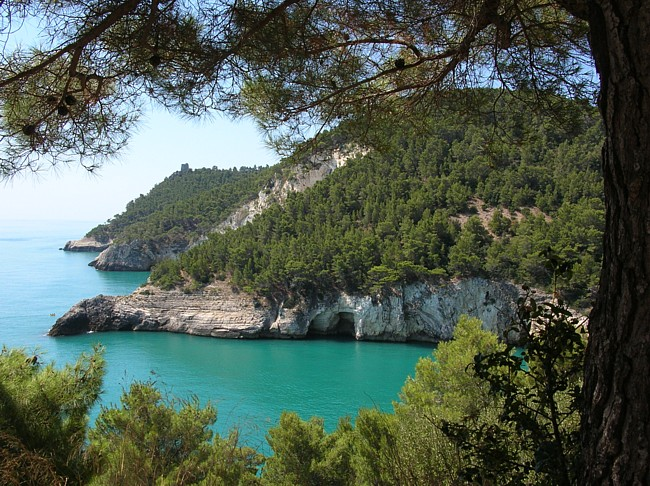
Parco Nazionale del Gargano.

Detta är en lista över nationalparker i Italien. De Italienska nationalparkerna täcker mer än fem procent av hela landet och administreras av Ministero dell'Ambiente. Förutom nationalparkerna finns marinbiologiska områden som har samma skydd som nationalparkerna.
Lista över nationalparker med årtal för införande och vilka provinser nationalparkerna sträcker sig över.
| Nationalpark                                          | Hektar  | År   | Provins                                         |
| ----------------------------------------------------- | ------- | ---- | ----------------------------------------------- |
| Parco Nazionale d'Abruzzo, Lazio e Molise             | 50 683  | 1923 | L'Aquila, Frosinone, Isernia                    |
| Parco Nazionale dell'Alta Murgia                      | 67 739  | 2004 | Bari, Barletta-Andria-Trani                     |
| Parco Nazionale dell'Appennino Tosco-Emiliano         | 23 613  | 2001 | Reggio Emilia, Parma, Massa-Carrara, Lucca      |
| Parco Nazionale Arcipelago di La Maddalena            | 15 046  | 1994 | Olbia-Tempio                                    |
| Parco nazionale dell'Arcipelago Toscano               | 56 766  | 1996 | Grosseto, Livorno                               |
| Parco Nazionale dell'Asinara                          | 21 790  | 1997 | Sassari                                         |
| Parco Nazionale dell'Aspromonte                       | 66 000  | 1989 | Reggio Calabria                                 |
| Parco Nazionale della Calabria                        |         | 1968 | Cosenza, Catanzaro, Reggio Calabria             |
| Parco Nazionale del Circeo                            | 8 440   | 1934 | Latina                                          |
| Parco Nazionale del Cilento e Vallo di Diano          | 178 172 | 1991 | Salerno                                         |
| Parco Nazionale delle Cinque Terre                    | 3 860   | 1999 | La Spezia                                       |
| Parco Nazionale Dolomiti Bellunesi                    | 31 512  | 1990 | Belluno                                         |
| Parco Nazionale delle Foreste Casentinesi             | 36 400  | 1993 | Arezzo, Forlì-Cesena, Florens                   |
| Parco Nazionale del Gargano                           | 118 144 | 1991 | Foggia                                          |
| Parco nazionale del Golfo di Orosei e del Gennargentu | 73 935  | 1998 | Cagliari, Nuoro, Ogliastra                      |
| Parco Nazionale del Gran Paradiso                     | 70 318  | 1922 | Aosta, Torino                                   |
| Parco nazionale del Gran Sasso e Monti della Laga     | 141 341 | 1991 | Ascoli Piceno, L'Aquila, Pescara, Rieti, Teramo |
| Parco Nazionale della Majella                         | 74 095  | 1991 | Chieti, L'Aquila Pescara                        |
| Parco Nazionale dei Monti Sibillini                   | 69 722  | 1993 | Ascoli Piceno, Macerata, Perugia                |
| Parco Nazionale del Pollino                           | 182 180 | 1993 | Cosenza, Potenza, Matera                        |
| Parco Nazionale dello Stelvio                         | 133 325 | 1935 | Bolzano, Brescia, Sondrio, Trento               |
| Parco Nazionale della Val d'Agri e Lagonegrese        | 67 564  | 2008 | Potenza                                         |
| Parco Nazionale della Val Grande                      | 14 598  | 1992 | Verbano-Cusio-Ossola                            |
| Parco Nazionale del Vesuvio                           | 7 259   | 1995 | Neapel                                          |